# Louis Gallait
Pour les articles homonymes, voir Gallait.
Louis Gallait, né le 10 mai 1810 à Tournai et mort le 20 novembre 1887 à Schaerbeek, est un peintre et graveur belge.

## Biographie
Louis Joseph Gallait est né à Tournai le 10 mai 1810, à la rue aux Rats. Son père, Ignace Joseph Gallait, Tournaisien et alors peigneur de laines, mais plus tard qualifié de revendeur, et sa mère Marie Joséphine Deronne, fille d'un cultivateur, s'étaient mariés à Havinnes en l'an X de la République française. Louis Gallait fut orphelin de père bien tôt puisque ce dernier mourut dans la ville de Flandre à l'époque vouée au textile qu'est Saint-Nicolas-Waes en mai 1822, probablement le 5 du mois. La mère de Louis Gallait ne se remaria pas, et demeura à la rue aux Rats à Tournai, où elle est morte le 12 mars 1858, dans cette rue qui sera dénommée plus tard rue Louis Gallait, en l'honneur de son fils. 
Après des études à l'Athénée royal de Tournai, il se place comme clerc chez un avocat-avoué. Le soir, il suit à l'Académie de dessin de sa ville natale les cours de Philippe-Auguste Hennequin.
En 1832, il obtient son premier succès avec sa peinture Le Denier de César qui lui vaut le prix d'Histoire au concours organisé par la Société des beaux-arts et de littérature de la ville de Gand.
Malgré le refus du bourgmestre José de Hulste de lui assurer la continuation d'un subside de 300 francs que la ville de Tournai lui accordait, Gallait se rend néanmoins à Anvers, muni de maigres ressources, pour compléter sa formation sous la direction de Mathieu-Ignace Van Brée.
Son Christ guérissant les aveugles, exposé à Bruxelles en 1833 le fait connaître du grand public et est aussitôt acheté pour la cathédrale de Tournai par souscription publique.
Cette vente lui permet d'aller à Paris étudier au musée du Louvre des maîtres comme Rubens, Ribera ou Murillo. Il y suit également les leçons de Paul Delaroche et y trouve dès lors la voie qu'il n'allait pas cesser de suivre.
À côté des deux écoles classique et romantique, représentées alors en Belgique par François-Joseph Navez et Gustave Wappers, suivis chacun d'une lignée d'artistes distingués, Gallait crée une école de peinture historique, qui s'attache surtout à la vérité de la couleur locale et à l'intérêt dramatique des scènes. Plusieurs artistes se forment à ses côtés à Bruxelles, dont Frédérique O'Connell.
À Paris, il expose au salon de 1835 son tableau Le Serment de Vargas qui lui ouvre le carnet de commandes pour le musée historique de Versailles auquel le roi Louis-Philippe consacre alors une part importante des ressources de sa liste civile. C'est pour cette collection qu'il peint notamment le Portrait du duc de Biron (Versailles), de même que Job sur son fumier, entouré de ses trois amis et de sa femme (Palais des beaux-arts de Lille).
Dans le même temps, il envoie deux toiles à l'Exposition triennale de Bruxelles : le Repentir et Montaigne visitant Tasse à Ferrare.
En 1841, la réputation de Gallait devient européenne grâce à L'Abdication de Charles-Quint (musée des beaux-arts de Tournai). Commencée en 1838, cette vaste composition de cinq mètres sur sept a nécessité trois années de labeur assidu en recherches documentaires et iconographiques. Cette peinture est une commande du gouvernement belge. Exposée dans de nombreuses capitales d'Europe, cette œuvre remporte un succès considérable, attirant sur son auteur une pluie de distinctions honorifiques dont la Légion d'honneur. Tournai fête triomphalement ce succès lors d'un banquet organisé en l'honneur du peintre le dimanche 29 août 1841 à l'Hôtel de Ville.
L'artiste épouse à Paris le 19 mars 1844, Hippolyte Simonne Pick ou parfois erronément Picke, d'une famille belge, et le couple s'installe à Schaerbeek. Une première fille, Amélie Josephine Simonne, leur naît à Schaerbeek le 30 décembre 1844. Elle épousera à Paris en 1867 l'ingénieur Jules Bucheron, qui mourra à Schaerbeek déjà en 1870. Une seconde fille, Marie Catherine Louise, leur naîtra à Schaerbeek le 8 septembre 1849 et elle y épousera en 1870 l'industriel Charles Faider. Louis Gallait fit, en 1871 et en 1873, des portraits de sa petite-fille. Il eut le malheur de perdre sa seconde fille Marie Catherine Louise, morte le 28 janvier 1887, à Paris, âgée de 37 ans seulement.
La féconde activité de portraitiste et de tableaux historiques de Louis Gallait le met à la tête d'une fortune considérable.
Louis Gallait atteint l'apogée de sa gloire avec son tableau Derniers honneurs rendus aux comtes d'Egmont et de Hornes, célèbre sous le titre Les Têtes coupées, véritable page d'histoire qui restera comme la flétrissure d'un crime d'État (1851, musée des beaux-arts de Tournai).
De 1872 à 1877, Gallait peint les quinze portraits historiques qui ornent l'enceinte de l'hémicycle du sénat belge.

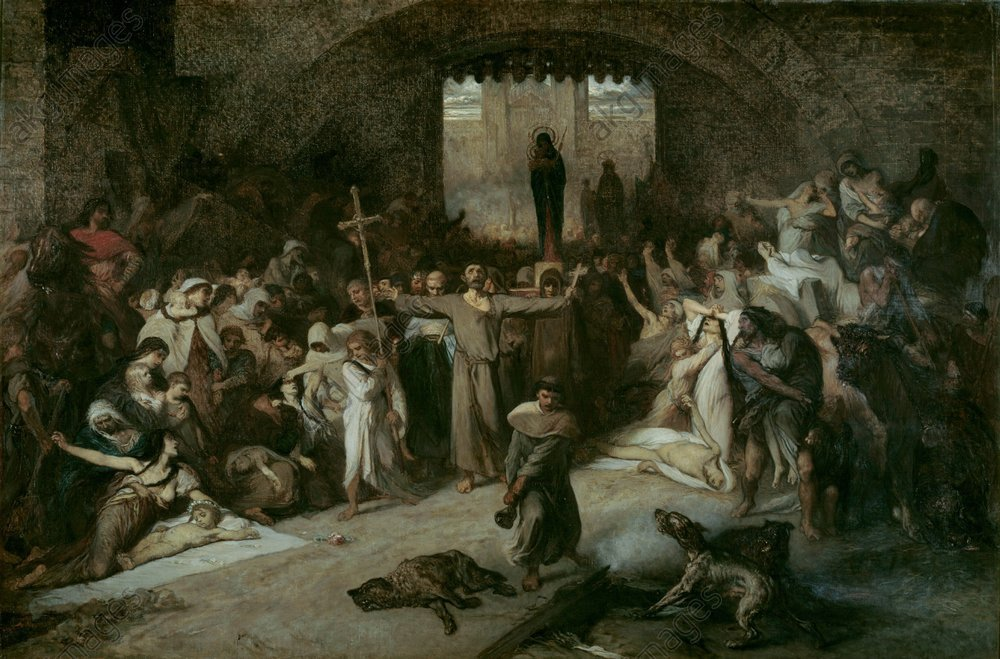
La Peste de Tournai en 1092 (1882). Musée des Beaux-Arts de Tournai.

Enfin, Gallait termine en 1882 La Peste de Tournai en 1092 (musée des beaux-arts de Tournai). Ce tableau de près de cinq mètres sur huit, auquel il travaillait déjà en 1853, est une œuvre de jeunesse née, comme il le dit lui-même, de son vif attachement pour sa ville natale.
Il pratique également la gravure pour produire des vues de Tournai (réalisées vers 1830), d'Allemagne, d'Autriche et de France. Il peint aussi des aquarelles, avec rehauts de gouache blanche, à l'île de Wight en 1862 et 1866.
La notoriété de Gallait lui vaut de nombreuses nominations dans les sociétés savantes. Il est membre de l'Académie impériale des beaux-arts à Vienne et à Berlin, ainsi que directeur puis président de l'Académie royale de Belgique.
En octobre 1862, il refuse le titre nobiliaire de baron que lui offre le roi Léopold Ier.
À sa mort, Tournai lui fait des funérailles grandioses et, en 1891, Guillaume Charlier érige un monument en son honneur dans le parc communal de Tournai.
Tournai et Schaerbeek ont donné son nom à une rue.

## Œuvres

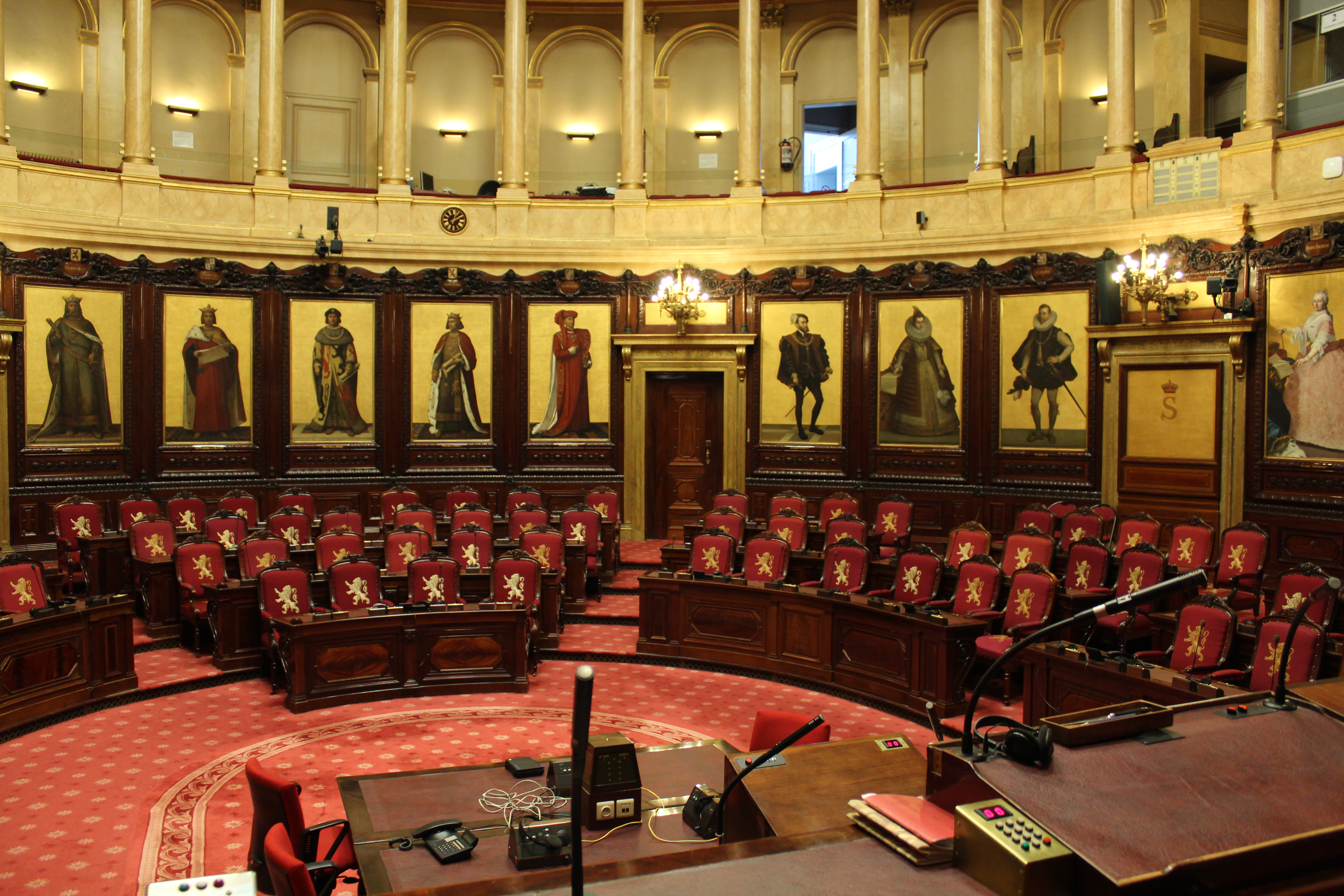
Vue de l'hémicycle du sénat belge depuis la tribune du président. Dans le fond, neuf des quinze peintures historiques (1872-1877) de Gallait qui décorent le pourtour du sénat belge. De gauche à droite: Philippe d'Alsace, Jean II duc de Brabant, Guillaume le Bon, Philippe le Noble, Philippe le Bon, Charles Quint, l'archiduchesse Isabelle, l'archiduc Albert, l'impératrice Marie-Thérèse.

- 1841 : L'Abdication de Charles Quint en faveur de son fils Philippe II à Bruxelles le 25 octobre 1555, Bruxelles, musées royaux des beaux-arts de Belgique ;
- 1842 : La prise d'Antioche par les croisés en 1098, Salon de Bruxelles de 1842 ;
- 1848 : La Famille du pêcheur, Saint-Pétersbourg, musée de l'Ermitage ;
- 1851 : Derniers honneurs rendus aux comtes d'Egmont et de Hornes, huile sur toile, 233 × 328 cm, au musée des beaux-arts de Tournai. Copie de format réduit à New York au Brooklyn Museum. Copie à l'hôtel de ville de Zottegem. Présenté au Salon de Bruxelles en 1851, le tableau représente un événement historique, lié à l'occupation espagnole des Pays-Bas. La scène représente l'hommage rendu par les arbalétriers de Bruxelles au comte de Hornes (la faute d'orthographe Horn dans le titre est d'origine) et au comte d'Egmont, décapités la veille. Les Espagnols sont représentés sur le tableau, au centre, par un militaire et un espion du duc d'Albe[13].
- 1854 : Sentinelle croate au poste d'Agram, Saint-Pétersbourg, musée de l'Ermitage ;
- vers 1856 : Jeanne la Folle, Bruxelles, musées royaux des beaux-arts de Belgique ;
- 1857 : François Ier au chevet de Léonard de Vinci, huile sur bois, musée des beaux-arts de Liège ;
- 1872-1877: les quinze portraits historiques qui décorent le pourtour de l'hémicycle du sénat belge[6] ;
- 1882 : La Peste de Tournai en 1092, Tournai, Musée des Beaux-Arts ;
- Portrait de Charles-Quint, (portant le collier de la Toison d'Or) dans le Salon royal du Cercle Gaulois.

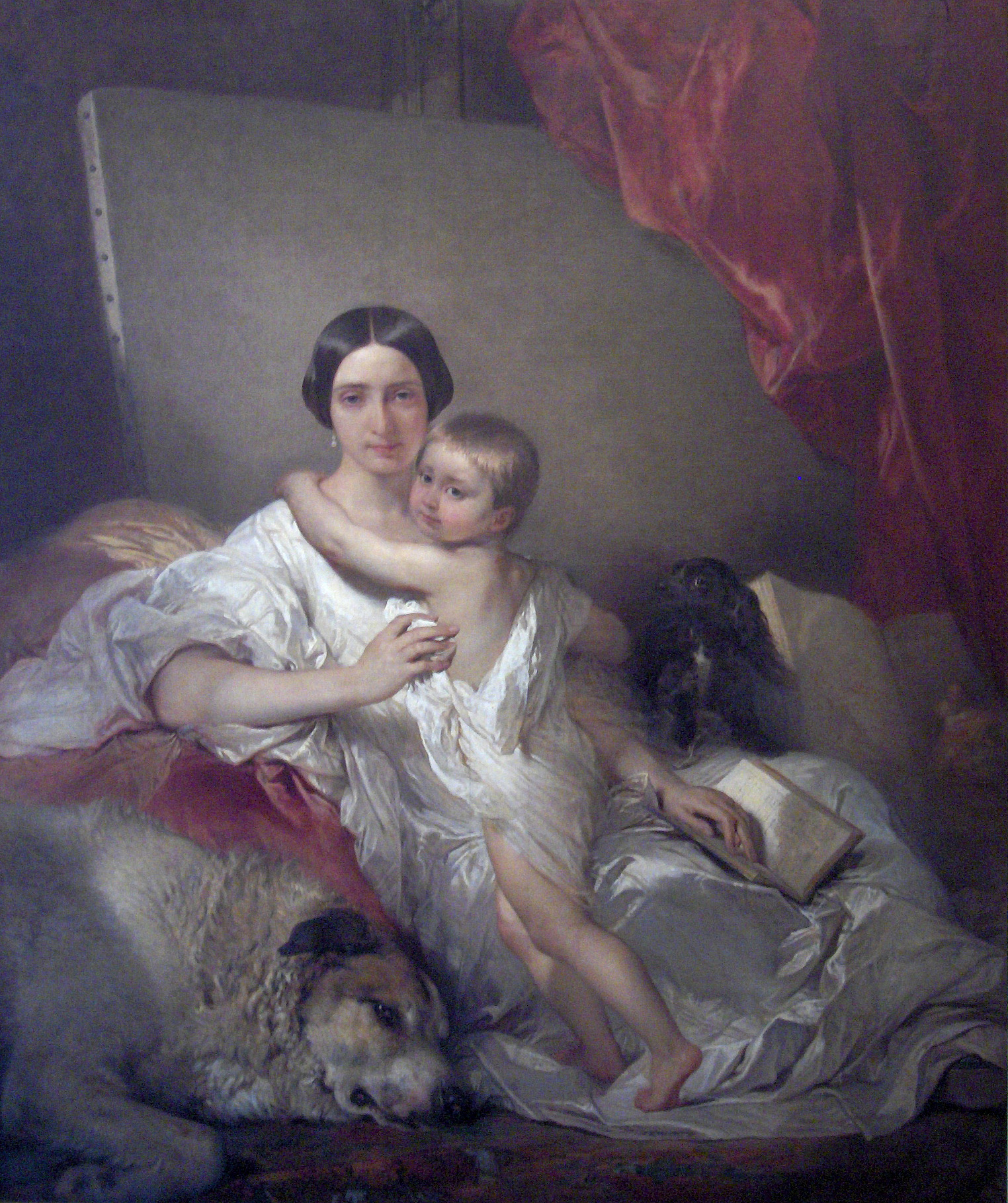
Portrait de Madame Louis Gallait et de sa fille (1848), Bruxelles, musées royaux des beaux-arts de Belgique.
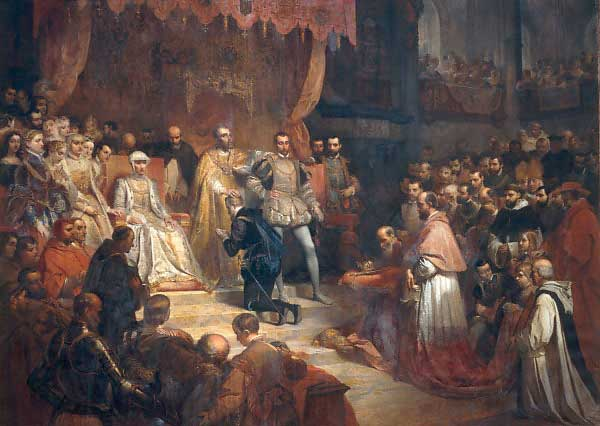
L’Abdication de Charles Quint (1841), musée des beaux-arts de Tournai.
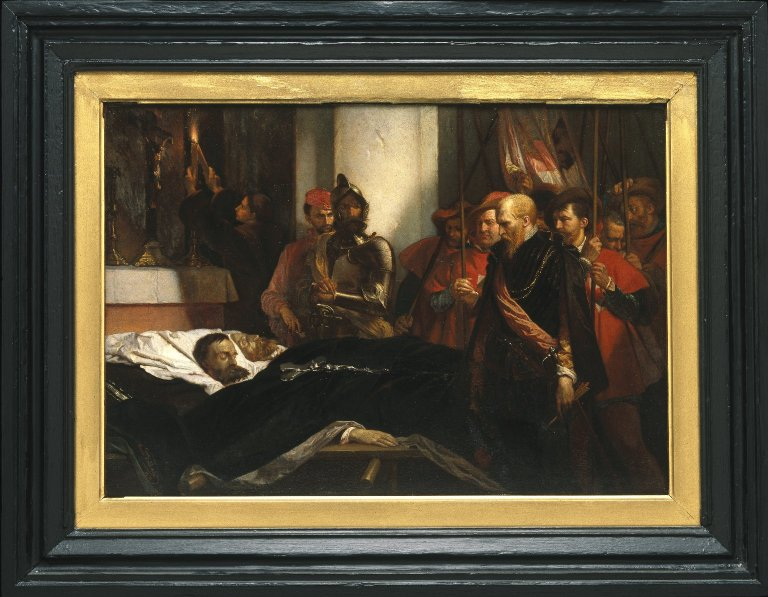
Derniers honneurs rendus aux comtes d'Egmont et de Hornes (1851), New York, Brooklyn Museum.
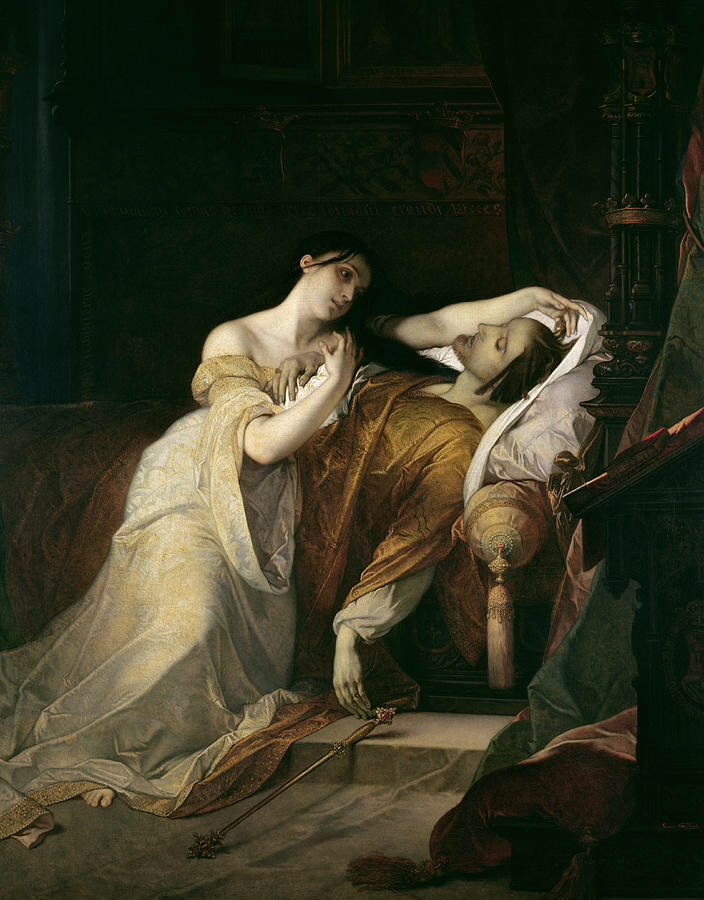
Jeanne la Folle, v. 1856, Bruxelles, Musées royaux des beaux-arts de Belgique.

## Iconographie
- Louis Gallait (1873), buste en terre cuite par Albert-Ernest Carrier-Belleuse, musée des beaux-arts de Tournai

## Honneurs
Louis Gallait est :
- Chevalier de l'ordre de Léopold (29 juillet 1841)[14].
- Officier de l'ordre de Léopold (1er novembre 1851)[15].
- Grand cordon de l'ordre de Léopold (4 mai 1881)[16].
- Pour le Mérite